# Épinay-Champlâtreux
Épinay-Champlâtreux is een gemeente in het Franse departement Val-d'Oise (regio Île-de-France) en telt 67 inwoners (2009). De plaats maakt deel uit van het arrondissement Sarcelles.

## Geografie
De oppervlakte van Épinay-Champlâtreux bedraagt 3,5 km², de bevolkingsdichtheid is dus 19,1 inwoners per km².
De onderstaande kaart toont de ligging van Épinay-Champlâtreux met de belangrijkste infrastructuur en aangrenzende gemeenten.

## Demografie
Onderstaande figuur toont het verloop van het inwonertal (bron: INSEE-tellingen).